# إرنست باركر
إرنست باركر (بالإنجليزية: Ernest Barker)‏ هو عالم سياسة وسياسي بريطاني (وحمل سابقاً جنسية المملكة المتحدة لبريطانيا العظمى وأيرلندا)، ولد في 23 سبتمبر 1874، وتوفي في 17 فبراير 1960.